# Lễ lên nhà mới (người La Ha)
Lễ lên nhà mới La Ha là một nghi lễ của người đồng bào dân tộc La Ha. Ngôi nhà là một yếu tố đặc biệt quan trọng trong vấn đề phản ánh văn hóa tộc người.

## Làm nhà
Đòi hỏi nhiều thời gian và công sức. Từ việc chuẩn bị nguyên vật liệu, chọn địa điểm làm nhà, hướng nhà cho đến việc dựng nhà và bố trí mặt bằng sinh hoạt trong nhà đều phải tuân theo những quy tắc và có những kiêng kị nhất định.

## Dọn lên nhà mới
Người La Ha phải làm lễ lên nhà mới (Khửn Khôm Man). Lễ này thường diễn ra vào buổi chiều muộn, khoảng 17h-18h, ngay sau khi làm nhà xong. Dĩ nhiên, đây cũng là ngày được định trước. Đó phải là ngày chẵn, không trùng với ngày mất của tổ tiên và cũng không trùng với ngày sinh của gia chủ.

### Nghi lễ đuổi ma xấu
Thường gọi ma bếp chính thức được bắt đầu. Bốn nam giới khỏe mạnh đứng ở bốn góc nhà, người cầm một con mèo (cậu mèo), người cầm một quả bí đao (mắc pặc), người cầm một chiếc ninh đồng (mỏ nứng) và một cái chõ (hoỏng), người cầm một cái chài (phưn he). Ở cửa bên xịch, ông chủ nhà đứng cầm một cái nỏ (phang nả) ở trên tay. Dưới sân là ông cậu (lung ta), toàn bộ những người trong tân gia - mỗi người mang một ít đồ đạc của gia đình mình, và rất nhiều anh em họ hàng, cộng đồng làng bản.
Khi mọi người đã ổn định vị trí, ông chủ hét to một tiếng "WẠ - Y" có nghĩa là: đi đi. Với câu hét đó, ông đã lên tiếng đuổi các ma xấu hiện đang trú ngụ trong nhà, đồng thời, ông dương nỏ bắn một mũi tên găm vào cây cột cái - nơi có tấm vách đặt "hoóng" rồi ông bước qua cửa nhảy lên để đôi bàn chân rơi xuống sàn tạo thành một tiếng động mạnh. Tiếp đó, ông mang cây nỏ treo vào mũi tên cắm trên cây cột cái.
Đám thanh niên trai tráng sẽ tung những con mèo, quả bí, cái ninh đồng, cái chõ, cái chài ra giữa nhà, đồng thời hô to "Thu ly tét ới, thu lu thu lán, tu lu pu lán" (làm ăn thuận lợi, được làm được ăn, đừng ốm đau nhé).

### Sắp xếp đồ trong nhà
Mọi người đang đứng ở dưới sân bắt đầu lên nhà. Ông cậu của gia chủ đi trước, trên tay ông cầm một cái ninh đồng, tiếp sau là toàn bộ người trong tân gia mang theo số đồ thiết yếu của gia đình như đồ dùng để ngủ, để nấu nướng và ăn uống... Cuối cùng là anh em, họ hàng. Đồ đạc mang lên nhà được đặt ở góc gian "quản". Sau đó người ta tiến hành đặt "hoóng" (nhà).
Người đặt "hoóng" là gia chủ. Nếu gia chủ già yếu, mắc bệnh... thì con trai cả hoặc anh trai hay em trai của gia chủ sẽ thực hiện việc này.
Cùng với "hoóng", bếp cũng là một bộ phận quan trọng trong niềm tin của đồng bào vì bếp có ma bếp (Ky dạ ly thu). Ma bếp sẽ cùng với ma nhà phù hộ cho sức khoẻ và sự thịnh vượng của gia đình. Do đó, việc đặt bếp được hết sức coi trọng.
Bếp được đặt xong, gia chủ sẽ mổ một con gà, khi cắt tiết, người ta cho máu của nó vương ra bốn góc nhà, bốn góc bếp. Đồng thời, người ta mở một chum rượu cần và khiêng đi vòng quanh nhà, vừa đi vừa gạt cho rượu chảy vào 4 góc nhà, 4 góc bếp bằng một thanh tre nhỏ.

## Kết thúc
Gia đình sẽ bầy tiệc rượu mời tất cả mọi người đang có mặt chung vui cùng gia đình và cảm ơn mọi người đã giúp mình dựng nhà. Trong tiệc rượu, mỗi cá nhân hoặc đại diện các gia đình sẽ mừng tân gia một chút quà nhỏ, thông thường là một chai rượu, một bát gạo, một sải vải trắng, nếu thân thiết hơn thì mừng một con lợn giống hay một đôi gà... kèm theo lời chúc gia đình ấm no, phát đạt, mạnh khỏe.